# Заужовье
Заужо́вье (бел. Завужоўе) — деревня в Кобринском районе Брестской области Белоруссии. Входит в состав Тевельского сельсовета.
По данным на 1 января 2016 года население составило 46 человек в 27 домохозяйствах.

## География
Деревня расположена в 18 км к северо-западу от города Кобрин, 6 км от станции Тевли и в 64 км к востоку от Бреста.
На 2012 год площадь населённого пункта составила 0,55 км² (55 га).

## История
Населённый пункт известен с 1597 года, ранее, в 1563 году, упомянута река Ужевая. В разное время население составляло:
- 1999 год: 42 хозяйства, 103 человека;
- 2005 год: 37 хозяйств, 82 человека;
- 2009 год: 71 человек;
- 2016 год[2]: 27 хозяйств, 46 человек;
- 2019 год[1]: 34 человека.